# Lübecker Rat 1408 (Alter Rat)
Der Alte Rat bezeichnete den Rat der Hansestadt Lübeck des Jahres 1408, der während Bürgerunruhen durch den Neuen Rat aus der Stadt vertrieben wurde.

## Geschichte

### Vorgeschichte
Mit dem Aufstieg der Hanse hatte Lübeck seine Investitionen in die Verbesserung des Handels vergrößert und beispielsweise den Stecknitzkanal nach Lauenburg bauen lassen. Zur Sicherung des Salzhandelswegs hatte Lübeck Bergedorf, die Vierlande und das Gebiet entlang der Alten Salzstraße bis nach Mölln als Pfandbesitz an sich gebracht. Zudem war die Stadt in viele kostspielige militärische Auseinandersetzungen verwickelt und hatte deshalb viele Schulden aufnehmen müssen. Die Bedienung der Gläubiger machte etwa die Hälfte der jährlichen städtischen Ausgaben aus.
Im Zusammenhang mit Steuerforderungen gingen die nicht-patrizischen Handwerker ab Ende des 14. Jahrhunderts mehrmals gegen das unbeschränkte Selbstergänzungsrecht des Rates vor und begehrten selbst Teilnahme am Regiment. Ein Beispiel ist der sogenannte Knochenhaueraufstand vom September 1384. Der geplante Sturz des Stadtrats wurde verraten und die Verschwörer, darunter Hinrik Paternostermaker, hingerichtet. Die Handwerker mussten fortan bei Eintritt in das Amt neben dem Bürgereid schwören, nicht gegen den Rat vorgehen zu wollen.

### Unruhen
1403 wollte der Rat neue Steuern erheben, um alte Schulden zu begleichen. Die Ämter forderten im Gegenzug die Abschaffung des 1384 eingeführten Eids. Nachdem der Rat dieser Forderung nachgekommen war, bewilligten die Ämter die eine Abgabe, die jedoch nicht dem Geldbedarf des Rats genügte. Deshalb wiederholte der Rat 1405 die Forderung. Diesmal wählte die Bürgerschaft einen Ausschuss von sechzig Vertretern, der in ihrem Namen mit dem Rat verhandeln sollte. Dieser Ausschuss sammelte die Beschwerden der Bürger und reichte dem Rat eine fast hundert Punkte umfassende Liste ein, darunter die Forderung um Offenlegung der städtischen Finanzen. Der Rat erklärte, dass für die Schulden vor allem frühere Generationen verantwortlich seien. Das stimmte jedoch nicht, denn der Großteil der Schulden war in den vorangegangenen zwölf Jahren angehäuft worden.
Zu Ostern 1406 wurden den für die Kämmerei, den Schoss, die Wedde und den Weinkeller zuständigen Ratsherren jeweils Bürger zur Mitverwaltung der Ämter beigeordnet. Mit Johann Schotte wählte der Rat ein prominentes Ausschussmitglied als Ersatz für ein verstorbenes Mitglied.
Daraufhin schien sich die Lage zu beruhigen und der Ausschuss billigte neue Steuern. Der Rat beschloss daher im Frühjahr 1407, die Mitverwaltung durch die Bürger nach einem Jahr zu beendigen und auch den 60er-Ausschuss aufzulösen. Gleichzeitig versprach er den Bürger Verbesserungen, u. a. sollten die Stadtbücher nicht mehr auf Latein geführt werden, sondern auf Niederdeutsch. Nur bei der Zusammensetzung des Rats gab es keine Konzessionen.
Die Bürgerschaft sah sich getäuscht, verlangte die Beibehaltung des Ausschusses und die Beteiligung an der Nachwahl neuer Ratsmitglieder. Als der Rat dies ablehnte, schlug man vor, dass neben dem alten patrizischen Rat ein zweiter gesetzt werden sollte, dessen 24 Mitglieder von der Bürgerschaft gewählt werden sollten und der die eigentlichen Regierungsgeschäfte übernehmen sollte, während der Alte Rat auf eine beratende Rolle begrenzt sein sollte. Der Rat weigerte sich und einige seiner Mitglieder verließen aus Angst vor Unruhen im Januar 1408 die Stadt und begaben sich nach Mölln, das Lübeck als Pfandbesitz innehatte. In der Stadt kam Angst auf, dass die geflohenen Ratsherren Unterstützung von außen holen könnten, um die Bürger durch militärischen Einsatz zum Aufgeben zu bringen.
Im Frühjahr 1408 kam es zum entscheidenden Auftritt: Die verbliebenen Herren wurden auf dem Weg zum Rathaus durch die Ausschussmitglieder vor dem Zorn der Masse geschützt. Als die Menge drohend das Rathaus umtobte und die vom Volk erwählten Ausschussbürger den Rat drangen nachzugeben, kam es zu Jordan Pleskows bekanntem Auftritt: Die Ausschussbürger fragten den Bürgermeister Marquard von Dame, was sie dem Volk bezüglich der Ratswahl sagen sollten und er antwortete: „Sagt, was ihr wollt und ihr verantworten könnt.“ Die Fenster des Rathauses wurden geöffnet und hinausgerufen: „Gy hebben de Kore!“ (Ihr habt die Ratswahl) Das Wort war jetzt nicht mehr rücknehmbar, worauf weitere Ratsmitglieder, unter ihnen die Bürgermeister Westhof, Dame und Pleskow, die Stadt verließen. Insgesamt verließen vierzehn der damals 22 Ratsherren, darunter alle vier Bürgermeister, die Stadt. Die verbliebenen sieben Herren weigerten sich, mit dem Ausschuss zusammenzuarbeiten, und erklärten, ohne die ausgezogenen Herren die Regierungsarbeit nicht fortsetzen zu können.

### Der Neue Rat
Da es nun keine Stadtregierung mehr bestand, wurde ein neuer Rat nach einer neuen Wahlordnung, die auch die Handwerker beteiligte, gewählt. Die Hälfte der neuen Ratsherren musste nun aus den Ämtern kommen. Anders als bisher wurden neue Ratsmitglieder nicht mehr auf Lebenszeit gewählt, sondern jedes Jahr trat die Hälfte der Herren zurück und es musste neu gewählt werden. Zwar wurden etliche Ratsherren nach Ablauf ihrer zweijährigen Amtszeit wiedergewählt, es blieb jedoch eine gewissen Abwechslung in der Zusammensetzung des Rats gewahrt. Auch bei der Besetzung der Ämter im Rat hatten die Wahlbürger, die zu diesem Zweck von der Gemeinde gewählt wurden, Mitspracherecht.
Die ausgewanderten Ratsherren appellierten an den Kaiser. Nachteilig für sie war, dass Lübeck unter der Regierung des Alten Rats bisher versäumt hatte, dem deutschen König Ruprecht zu huldigen und die Reichssteuer seit acht Jahren nicht gezahlt hatte. Der Neue Rat holte dies schleunigst nach und bekam Mitte 1408 die gewünschte kaiserliche Anerkennung. Aufgrund der Klage des Alten Rats setzte der Kaiser dann aber einen Gerichtstermin in Heidelberg für den 28. Juni 1409 fest, bei dem zwischen Altem und Neuem Rat geschlichtet werden sollte. Dem Alten Rat, vertreten durch Pleskow und Calven, gelang es dabei, die Vertreter der Hansestädte zu seiner Unterstützung zu mobilisieren, so dass sich diese, welche in der Leitung der auswärtigen Angelegenheiten bei dem Vororte der Hanse die feste Hand des Alten Rates vermissten, für denselben verwandten. Das Hofgericht entschied für den Alten Rat. Für den 28. August wurden die Vertreter des Neuen Rats nach Hamburg gefordert, um dort einen Eid abzulegen, dass dem Alten Rat kein Schade zugefügt worden sei.
Der Neue Rat erklärte zwar, dass dieser Eid nicht notwendig sei, da niemand den alten Herren geschadet habe, gleichzeitig erklärte er die ausgewanderten Ratsherren für friedlos und zog ihre Güter ein. Der Neue Rat leistete weiteren Einladungen des Königs zu Verhandlungen keine Folge.  Die Hansestädte versuchten weiterhin zu schlichten. Da der Neue Rat und die Bürgerschaft kein Entgegenkommen zeigten, verweigerten die wendischen Städte Lübeck die militärische Unterstützung gegen Erich IV. von Sachsen-Lauenburg, der Mölln zurückgewinnen wollte. Den Lübeckern gelang es jedoch mit Hilfe von Söldnern, den Herzog zum Friedensschluss am 14. Januar 1410 zu zwingen. Eine Woche später wurde über Lübeck am 21. Januar 1410 die Reichsacht verhängt. Allerdings wurde nach dem Tod des Kaisers wenige Wochen später und dem folgenden Nachfolgestreit die Angelegenheit von Reichsseite zunächst nicht weiter verfolgt.
Dem Neuen Rat gelang es zwar – wenn auch manchmal auf fragwürdige Weise, die die Einnahmen zu vergrößern und die Schuldenlast der Stadt zu verringern, außenpolitisch fehlte ihm jedoch die Erfahrung der alten Ratsherren und auch der Rückhalt bei den anderen Hansestädten – nur Rostock und Wismar, wo es angestoßen von der Lübecker Ratsumbildung zu ähnlichen Unruhen gekommen war, standen auf seiner Seite. Insgesamt verlor Hanse durch den außenpolitischen fast völligen Ausfall Lübecks in den Jahren zwischen 1408 und 1416 an Zusammenhalt und dadurch auch an Durchsetzungskraft gegenüber dem Ausland.

### Rückkehr des Alten Rats
Als Sigismunds Stellung als deutscher König Mitte 1411 gefestigt war, wandte sich der Alte Rat an ihn mit einem Schreiben, das die unterlassenen Huldigung an Ruprecht als Treue seinerseits gegenüber Wenzel und Margarethe I., der Herrscherin der in der Kalmarer Union vereinten skandinavischen Reiche, darstellte und behauptete, die Unruhen in Lübeck hätten sich allein daran entzündet. Sigismund lud zu einer neuen Vermittlung ein, zu der der Neue Rat jedoch niemanden entsandte, woraufhin der König den Alten Rat als rechtmäßig anerkannte, was jedoch zunächst ohne Konsequenzen blieb. Auf die königliche Einladung zum Konzil von Konstanz, bei dem auch staatliche Fragen geklärt wurden, entsandte der Neue Rat  zunächst nur zwei Sekretäre, die in Konstanz auf Vertreter des Alten Rats trafen. Erst Mitte 1415 beschloss der 60er-Ausschuss, auch die Ratsherren Hinrich Schönenberg, Marquard Schutte, Johann Growe und Elert Stange nach Konstanz zu senden, die dort 6000 Gulden für die Erneuerung der Stadtprivilegien zahlen sollte. Dieser Betrag war Sigismund zu gering. Er hob zwar die Acht auf und verfügte, dass der Alte Rat der Stadt fernzubleiben habe, jedoch für seine Güter und sonstigen Unbillen zu entschädigen sei, dies würde jedoch erst am 26. April 1416 in Kraft treten und das auch nur, wenn die Stadt bis zum Allerheiligentag 1405 durch die Zahlung von weiteren 16.000 Gulden die königliche Forderung von 24.000 Gulden erfüllen würden. Die Neuen Herren durften die Urkunden zwar mitnehmen, waren jedoch zu Stillschweigen über ihren Inhalt verpflichtet.
Auf dem Konzil wurde das Gerücht laut, der skandinavische Unionskönig Erik VII. wolle Lübeck aus dem deutschen Reich lösen und seinem Herrschaftsbereich einverleiben. Um sich gegen diese Verleumdung zu wehren, ließ Erik im November 1415 Lübecker Kaufleute in Schonen gefangensetzen. Der Neue Rat sah sich gezwungen, die eben aus Konstanz zurückgekehrten Gesandten im März 1416 nach Kopenhagen zu senden, wo außer Abgesandten der Ostseestädte auch Jordan Pleskow und vier weitere Herren als Vertreter des Alten Rats anwesend war. Der Neue Rat versuchte, alle Entscheidungen bis zum 26. April zu verzögern, dem Tag, an dem die königlichen Urkunden gültig werden würden, hatte mit dieser Taktik jedoch keinen Erfolg, zudem es ihnen auch nicht gelungen war, die 16.000 Gulden für Sigismund aufzutreiben. Die Gesandten waren noch nicht aus Kopenhagen zurück, als schon königliche Abgeordnete die Urkunden vor dem versammelten Rat für ungültig erklärt hatten. Der Neue Rat erkannte nun seine ausweglose Lage und bat nun seinerseits die wendischen Städte um Vermittlung. Es wurde ein Rezess ausgehandelt, in dem einerseits der Alte Rat wieder eingesetzt und entschädigt, andererseits auf jegliche Vergeltung verzichtet wurde. Der Ausschuss und alle Bevollmächtigten mussten zurücktreten. Der Eid für die Handwerker wurde wieder eingeführt und seine Geltung auch auf die Kaufleute ausgedehnt.
Am 16. Juni 1416 hielt der alte Rat seinen feierlichen Einzug, an der Spitze sein unermüdlicher Vorkämpfer Joachim Pleskow, der von dem kaiserlichen Gesandten Jakob von Zedlitz geführt wurde. Die Rückzahlungen der konfiszierten Güter der ausgewanderten Ratsherren dagegen zog sich hin, weil der Neue Rat sie größtenteils zur Schuldenbegleichung verkauft hatten. 1427 verzichteten die noch lebenden Mitglieder des Alten Rats von 1408 für sich und ihre Erben auf den Rest. Als geistliche Sühne wurde der Stadt auferlegt, eine Kapelle zu bauen und mit einer Vikarie auszustatten. Die sparsamen Lübecker ließen dafür die schon bestehende Kapelle Maria am Stegel ausbauen. Sie wurde 1425 geweiht.

## Bürgermeister
- Hinrich Westhof, seit 1392, Zirkelgesellschaft. 1408 blieb er bei den Unruhen zunächst noch kurz in Lübeck. Er klagte mit den anderen Mitgliedern des Alten Rates gegen den Neuen Rat, weshalb sein Lübecker Vermögen vom Neuen Rat eingezogen wurde. Er starb 1415 im Lüneburger Exil.
- Goswin Klingenberg, seit 1397, Zirkelgesellschaft. Bei Ausbruch der Unruhen in Lübeck 1408 blieb er zunächst in Lübeck, erst nach dem Scheitern der Verhandlungen zwischen Altem Rat und Neuem Rat in Mölln ging auch er ins Exil nach Lüneburg. Er beteiligte sich an der Klage des Alten Rates vor dem Reichshofgericht. Daraufhin wurden seine Lübecker Vermögenswerte vom Neuen Rat eingezogen. Er verstarb 1416 in Lüneburg.
- Jordan Pleskow, seit 1400, Zirkelgesellschaft. Am bekanntesten wurde er durch sein unbeugsames Auftreten im Aufruhr von 1408. Bei der Wiederherstellung des Alten Rats 1416 übernahm er erneut die Amtsgeschäfte als Bürgermeister. Es gelang ihm schnell, in der Stadt die Herzen der Bürger und nach außen dem Haupt der Hanse sein altes Ansehen zurückzugewinnen.
- Marquard von Dame, seit 1406, Zirkelgesellschaft. Bei den Unruhen 1408 verließ er mit dem Alten Rat unter Jordan Pleskow die Stadt. Mit den Mitgliedern des Alten Rates klagte er gegen den Neuen Rat vor dem Reichshofgericht. Seine Vermögenswerte in Lübeck, darunter zwei Häuser, wurden 1411 vom Neuen Rat eingezogen. 1416 kam er mit dem Alten Rat zurück und wurde als Ratsherr wieder eingesetzt.

## Ratsherren
| Name und Lebensdaten    | Ratslinie Nr. | Eintritt in den Rat     | Besonderheiten und Anmerkungen | Abbildung |
| Hermann Iborg           | 417           | 1384                    | Zirkelgesellschaft. Im Zuge der bürgerlichen Unruhen 1408 verließ er Lübeck und begab sich in das Lüneburger Exil des Alten Rates, dessen Klage gegen den Neuen Rat er sich anschloss. Er starb 1410 in Lüneburg. |           |
| Heinrich Meteler        | 418           | 1384–1408 und 1416–1433 | Zirkelgesellschaft. Er schied im Zuge der bürgerlichen Unruhen des Jahres 1408 aus dem Rat aus und schloss sich der Klage des Alten Rates gegen den Neuen Rat an. |           |
| Konrad von Alen         | 422           | 1387                    | Zirkelgesellschaft. 1408 verließ er aufgrund der bürgerlichen Unruhen die Stadt und schloss sich der Klage des Alten Rates gegen den Neuen Rat an. |           |
| Jacob Holk              | 423           | 1387                    | Zirkelgesellschaft. Im Zusammenhang mit den bürgerlichen Unruhen 1408 verließ er Lübeck mit bislang nicht erforschtem Ziel. 1416 wird er als noch lebend erwähnt, trat jedoch nach Rückkehr des Alten Rates nicht wieder in den Rat ein. |           |
| Tidemann Junge          | 430           | 1391                    | Zirkelgesellschaft. 1408 verließ er aufgrund der bürgerlichen Unruhen die Stadt und schloss sich der Klage des Alten Rates gegen den Neuen Rat an. |           |
| Bernhard Pleskow        | 431           | 1393                    | Zirkelgesellschaft. Bei den bürgerlichen Unruhen 1408 in Lübeck blieb er, schon hochbetagt, in der Stadt. Er gehörte jedoch nicht zu den Ratsherren, die mit den Bürgern der Stadt am 5. Mai 1408 über die Neubesetzung des Rates verhandelten. |           |
| Reyner von Calven       | 432           | 1393                    | Zirkelgesellschaft. Er nahm die Interessen des Alten Rates beim Hofe des Kaisers in Heidelberg und beim dortigen Reichshofgericht wahr und kehrte 1416 mit dem Alten Rat zurück. |           |
| Arnold Sparenberg       | 433           | 1396                    | Er blieb 1408 in der Stadt, gehörte jedoch nicht zu den Ratsherren, die mit den Bürgern verhandelten. Er trat 1416 nicht wieder in den Alten Rat ein. |           |
| Johann Crispin († 1442) | 435           | 1392                    | Zirkelgesellschaft. Während der bürgerlichen Unruhen verließ er die Stadt und gehörte zu den Mitgliedern des Alten Rates, die gegen den Neuen Rat klagten, und kehrte 1416 mit dem Alten Rat zurück. |           |
| Albert von der Brügge   | 436           | 1402–1408 und 1416–1430 | |           |
| Gerhard Hogemann        | 437           | 1402–1408 und 1416–1418 | |           |
| Marquard Bonhorst       | 438           | 1402–1408 und 1416–1432 | |           |
| Nikolaus von Stiten     | 439           | 1402–1408 und 1416–1427 | Zirkelgesellschaft. 1408 verließ er als Angehöriger des Alten Rates die Stadt und klagte mit diesen gegen den Neuen Rat vor dem Reichshofgericht in Heidelberg. Er vertrat 1411 die Interessen des Alten Rates beim Hansekontor in Brügge und war 1416 an den Ausgleichsverhandlungen zwischen dem Alten und dem Neuen Rat bei König Erik VII. von Dänemark in Kopenhagen beteiligt. |           |
| Johann Schotte          | 440           | 1406–1413               | Zirkelgesellschaft. Er wurde 1406 aus dem Ausschuss in den Rat gewählt. 1408 blieb er in der Stadt und weigerte sich, an der Ergänzung des Alten Rates teilzunehmen. Er schloss sich der Klage des Alten Rates nicht an. Er starb 1413. |           |
| Conrad Brekewold        | 441           | 1406–1408 und 1416–1436 | Zirkelgesellschaft. Er blieb bei den bürgerlichen Unruhen 1408 in der Stadt und gehörte zu den Ratsherren, die 1408 in Mölln verhandelten. Der Klage des Alten Rates gegen den Neuen Rat von 1408 vor dem Reichshofgericht schloss er sich nicht an. 1416 bei Rückkehr des Alten Rates hatte er gemeinsam mit dem Ratsherrn Ditmar von Thünen den etwaigen Mehrwert der vom Neuen Rat enteigneten Grundstücke der Mitglieder des Alten Rates zu schätzen, die zwischenzeitlich baulich verändert worden waren. 1417 wurde er zum Lübecker Bürgermeister gewählt. |           |
| Hinrich Rapesulver      | 442           | 1406–1408 und 1416–1440 | Zirkelgesellschaft. Er verließ 1408 mit dem Alten Rat die Stadt. 1416 gelangte er mit Rückkehr des Alten Rates wieder in den Rat zurück und wurde später Lübecker Bürgermeister. |           |
| Hermann Westphal        | 444           | 1406–1408 und 1416–1433 | Zirkelgesellschaft. Weigerte sich, an der Ergänzung des Alten Rates teilzunehmen. Er schloss sich der Klage des Alten Rates auch nicht an und verließ 1409 die Stadt. |           |
| Nikolaus Kröpelin       | 445           | 1406–1408               | Weigerte sich, an der Ergänzung des Alten Rates teilzunehmen. Er schloss sich der Klage des Alten Rates auch nicht an. |           |